# 給我遠方的女孩
《給我遠方的女孩》（作曲：馬飼野康二，作詞：孫儀）是新格唱片為王日昇發行的首張專輯。
單曲走抒情激熱唱法，陳志遠編曲，集合當年最好樂手包括黃瑞豐、樊曼儂、國立藝專弦樂團，在白金錄音室錄音。和音是馬玉芬、許景淳。
1982.6月錄音；1982.10月上市。首周專輯第8，次周升至第5，十一月初再升至第3，是男歌手當周最好成績。迅速走紅。
1983.1.1　張小燕於《綜藝100》公布1982最優秀新人獎，得獎者是：羅大佑、金瑞瑤、費翔、王日昇、沈文程。

## 曲目
1. 几时才能
2. 看不见   歌词
3. 秋光中
4. 善变的心   歌词
5. 让这美好延续
6. 滑翔翼
7. 展翅欢愉
8. 给我远方的女孩
9. 蝴蝶与花
10. 高中时代